# Tövisnyakúbogár-félék
A tövisnyakúbogár-félék (Eucnemidae) a rovarok (Insecta) osztályában a bogarak (Coleoptera) rendjébe, azon belül a mindenevő bogarak (Polyphaga) alrendjébe tartozó család. Legközelebbi rokonaik a pattanóbogarak.

## Elterjedésük
Mintegy 190 nembe sorolt 1600 fajjal minden állatföldrajzi régióban elterjedtek, de többségük ritka. Legtöbb fajuk sok holtfát tartalmazó hegy- és dombvidéki erdőségekben él.
Magyarországon 20 fajuk előfordulása bizonyított.

## Megjelenésük, felépítésük
Kis vagy közepes méretű (2–25 mm), viszonylag egyöntetű megjelenésű bogarak . Vörös, barna vagy fekete színű, nyúlánk, hengeres testű bogarak; testalkatuk emlékeztet a díszbogarakra és a pattanóbogarakra is. Fejük az előtorba behúzott. 11-ízű csápjaik egymáshoz közel erednek, általában fonalasak, de - főleg a hímeknél - gyakran fésűsek. Előtoruk hátulsó szögletei élesen hátrahúzottak. Szárnyfedőjük pontsorokat visel, felszíne gyengén szőrözött. Látható potrohszelvényeik száma öt. A pattanóbogarakhoz hasonló pattanókészülékkel rendelkeznek, de nem képesek akkorát ugrani. Hátulsó csípőjük lemezszerű combfedővé alakult.
Lárváik elateriform vagy bupresztiform alkatúak lehetnek.

## Életmódjuk, élőhelyük
Lárváik holt fában, letört gallyakban több évig fejlődnek. Még nem tisztázott, hogy nyálkagombákkal vagy a növények szöveti nedveivel táplálkoznak. Környezeti igényeik speciálisak; csak megfelelő páratartalom és gombafajok jelenlétében fejlődnek, ennek is köszönhető ritkaságuk. Az imágók kidőlt vagy lábon álló holt fákon, erdőszegélyek lombjain, száraz ágakon fordulnak elő; éjszaka fényre is repülnek.

## Rendszertani felosztásuk
Jelen rendszertanok 8(-9) alcsaládot különítenek el (néha az Anischiinae alcsaládot családi rangra emelik):
Anischiinae (Fleutiaux, 1936)
Eucneminae (Eschscholtz, 1829)
Macraulacinae (Fleutiaux, 1923)
Melasinae (Fleming, 1821)
Palaeoxeninae (Muona, 1993)
Perothopinae (Lacordaire, 1857)
Phlegoninae (Muona, 1993)
Phyllocerinae (Reitter, 1905)
Pseudomeninae (Muona, 1993)
Néhány nem (Anelastes, Dromaeolus, Epiphanis, Fornax) nincs jelenleg besorolva alcsaládba.

## A Magyarországon előforduló fajok
Microrhagus Dejean, 1833 (= Dirhagus Latreille, 1834)
Csinos tövisnyakúbogár (Microrhagus lepidus) (Rosenhauer, 1847)
Apró tövisnyakúbogár (Microrhagus pygmaeus) (Fabricius, 1792) (= Microrhagus palmi (Olexa, 1963))
Törpe tövisnyakúbogár (Microrhagus emyi) (Rouget, 1855)
Eucnemis Ahrens, 1812
Csuklyás tövisnyakúbogár (Eucnemis capucina) (Ahrens, 1812)
Farsus Jacquelin de Val, 1863
Zömök tövisnyakúbogár (Farsus dubius (Piller & Mitterbacher, 1783)
Isorhipis Boisduval & Lacordaire, 1835
Legyezős tövisnyakúbogár (Isorhipis melasoides) (Laporte, 1835)
Kétszínű tövisnyakúbogár (Isorhipis marmottani) (Bonvouloir, 1871)
Feketefejű tövisnyakúbogár (Isorhipis nigriceps) (Mannerheim, 1823)
Hylis Des Gozis, 1886
Olexa tövisnyakú bogara (Hylis olexai) (Palm, 1955)
Ráncos tövisnyakúbogár (Hylis cariniceps) (Reitter, 1902)
Gödrös tövisnyakúbogár (Hylis foveicollis) (Thomson, 1874)
Hosszúcsápú tövisnyakúbogár (Hylis simonae) (Olexa, 1970)
Melasis Olivier, 1790
Laposlábú tövisnyakúbogár (Melasis buprestoides) (Linnaeus, 1761)
Otho Lacordaire, 1857
Vaskos tövisnyakúbogár (Otho sphondyloides) (Germar, 1918)
Thambus Bonvouloir, 1871
Frivaldszky-tövisnyakúbogár (Thambus friwaldszkyi) (Bonvouloir, 1871)
Xylophilus Mannerheim, 1823
Hengeres tövisnyakúbogár (Xylophilus testaceus) (Herbst, 1806)
Dromaeolus Kiesenwetter, 1858
Csuhás tövisnyakúbogár (Dromaeolus barnabita) (A. & J. B. Villa, 1838)
Nematodes Berthold, 1827
Karcsú tövisnyakúbogár (Nematodes filum) (Fabricius, 1801)
Clypeorhagus  Olexa, 1975
Széleshomlokú tövisnyakúbogár (Clypeorhagus clypeatus) (Hampe, 1850)
Dirrhagofarsus Fleutiaux, 1935
Keskeny tövisnyakúbogár (Dirrhagofarsus attenuatus) (Mäklin, 1855)
Rhacopus Hampe, 1855
Vörösbarna tövisnyakúbogár (Rhacopus sahlbergi) (Mannerheim, 1823)